# Columbo: Tödliches Comeback
Tödliches Comeback (Originaltitel: Forgotten Lady) ist eine erstmals im Rahmen der NBC-Sunday-Mystery-Movie-Serie gesendete Episode der Kriminalfilm-Reihe Columbo aus dem Jahr 1975. Die deutschsprachige Erstausstrahlung der ersten Folge der fünften Staffel folgte erst 1992 auf RTL plus. Die US-amerikanische Schauspielerin Janet Leigh verkörpert als ehemaliger Filmstar Grace Wheeler die Gegenspielerin von Inspektor Columbo, dargestellt von Peter Falk.

## Handlung

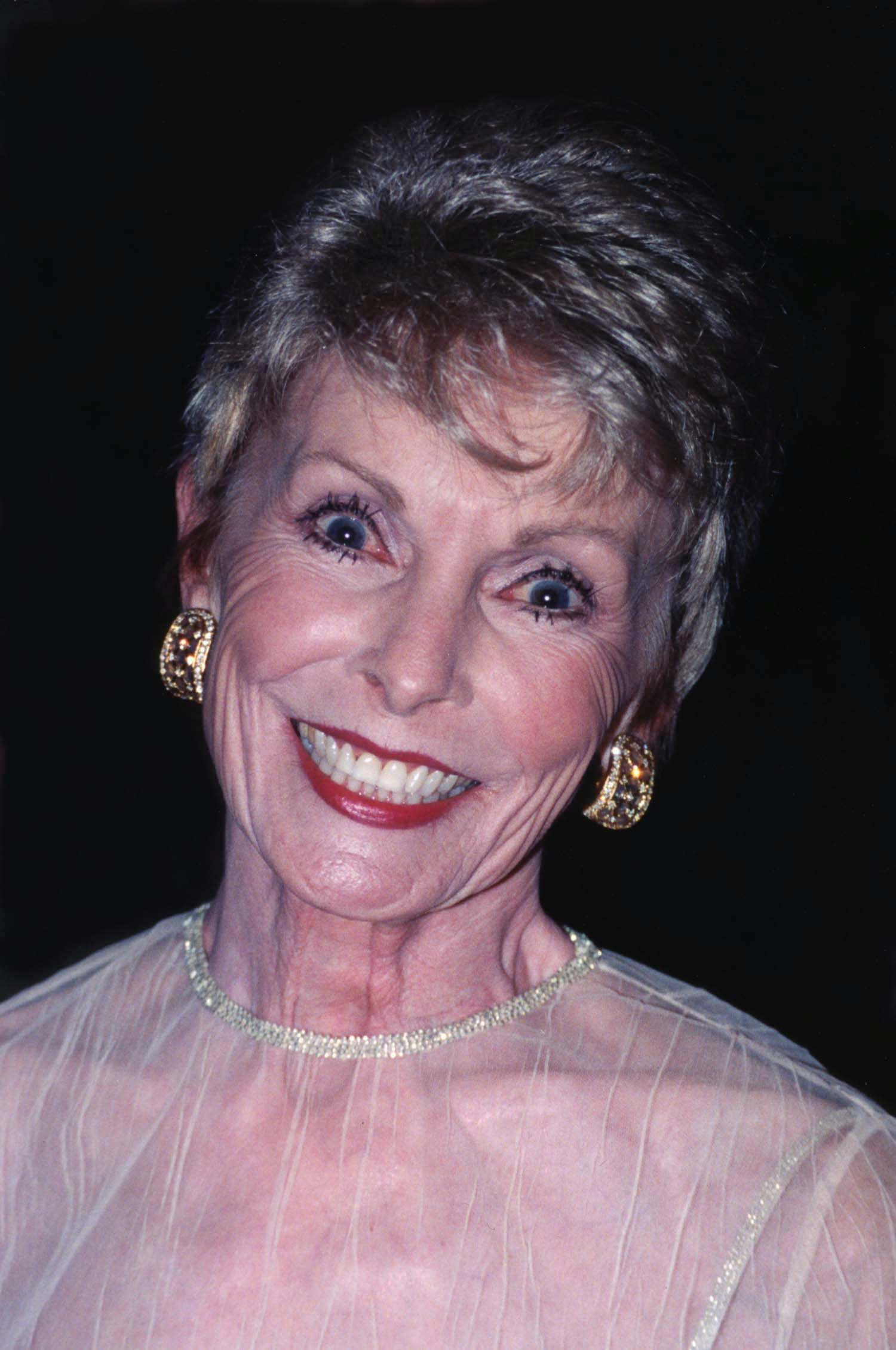
Janet Leigh spielte als Musicalstar Grace Wheeler die Mörderin

Grace Wheeler und Ned Diamond waren einst gefeierte Tanzstars in Hollywood. Anlässlich der glamourösen Filmpremiere von Song and Dance, einer Collage aus Musicalfilmen vergangener Zeiten, gibt die in die Jahre gekommene Diva vom jüngsten Erfolg beflügelt in einem Fernsehinterview ihre Comeback-Absichten bekannt. Während Grace sich um die Finanzierung der Broadway-Adaption eines bekannten Bühnenstückes kümmern möchte, soll Ned die Choreografie und Regie übernehmen, da er infolge eines länger zurückliegenden Unfalles selbst nicht mehr als Darsteller auftreten kann. Als Grace am späten Abend zu Hause ihrem Ehemann Dr. Henry Willis, einem betagten Arzt im Ruhestand, von ihren Plänen berichtet, verweigert er die gewünschten Geldmittel und wirft ihr vor, in einer Fantasiewelt zu leben. Die mangelnde Bereitschaft, den Wunschtraum seiner Frau zu erfüllen, besiegelt sein Schicksal. Bevor Grace sich ihrem Lieblingsfilm, in dem sie als junge Rosie die Hauptrolle spielt, im privaten Vorführraum des Hauses widmet, versetzt sie Henrys Schlaftrunk mit einer Überdosis Schlaftabletten. Wenig später verliert der im Bett liegende Mann das Bewusstsein. Im Verlauf des Filmes schleicht sich Grace heimlich aus dem Zimmer, holt eine Waffe aus dem Handschuhfach seines Wagens und begibt sich in das Schlafzimmer. Sie ersetzt die Abendlektüre durch eine Krankenakte, legt die Pistole in seine Hand und löst einen Schuss in den Kopf aus. Anschließend verriegelt sie die Tür von innen und entkommt geschmeidig über einen in Reichweite befindlichen Baum vom Balkon in den Garten. Zurück im Vorführraum stellt Grace konsterniert fest, dass die Filmrolle gerissen ist. Nach der fachmännischen Reparatur betrachtet sie den Film bis zum Ende. Pünktlich erscheint ihr Butler Raymond, der sich in der Zwischenzeit zusammen mit einer Hausangestellten in der Küche eine Fernsehshow angeschaut hat. Obwohl er für die Bedienung des Projektors und den Filmspulenwechsel verantwortlich ist, hat er die vorübergehende Abwesenheit der Hausherrin nicht bemerkt. Kurz darauf entdecken beide die Leiche.
Für die ermittelnde Polizei um Inspektor Columbo sieht es so aus, als hätte Henry die medizinischen Berichte studiert und sich angesichts einer bevorstehenden Prostataoperation bekümmert das Leben genommen. Doch Raymond betont, Henry habe keinen depressiven Eindruck gemacht, sondern stattdessen mit Vorfreude eine Weltreise geplant. Darüber hinaus mutet die Einnahme von Schlaftabletten unmittelbar vor dem Suizid merkwürdig an. Das auf dem Nachttisch befindliche Buch handelt zudem in einem humorvollen Ambiente, das Selbsttötungsabsichten unwahrscheinlich anmuten lasse. Ferner zeigt die Art der Ablage – aufgeklappt, mit dem Buchrücken nach oben sowie ohne die markanten Eselsohren als Lesezeichen – eine Abweichung von der üblichen Verhaltensweise des Toten. Am nächsten Morgen wirkt Grace im Gespräch mit Ned vordergründig gut erholt vom nächtlichen Schock. Trotz der psychischen Belastung besteht sie auf einer Fortsetzung der künstlerischen Arbeiten. Ihre zunehmend verwirrenden Äußerungen deuten allerdings auf einen besorgniserregenden Geisteszustand hin. Columbo inspiziert gemeinsam mit Grace das Umfeld des Tatortes und erörtert mit ihr die potenzielle Beteiligung einer unbekannten Person. Im Krankenhaus überzeugt der Hausarzt des Verstorbenen den Inspektor von den geringen Risiken, die mit einem chirurgischen Eingriff an der Prostata verbunden sind. Derweil hat Grace Schwierigkeiten, bei den anspruchsvollen Proben an ihre früheren Tanzkünste anzuknüpfen. Gereizt fordert sie von Ned, er solle ihr einen neuen Partner suchen. Columbo lässt sich vom Butler noch einmal den zeitlichen Ablauf in der Tatnacht erklären. Außerdem vergewissert er sich eigenhändig, dass eine trainierte Person in der Lage gewesen wäre, über den Baum aus dem Schlafzimmer zu entkommen. Gegenüber dem besorgten Ned bekräftigt er seine Überzeugung, Grace sei für Henrys Tod verantwortlich. Zu den vorgelegten Indizien zählt der Laborbericht, aus dem eine erhöhte Schlafmitteldosis im Körper des Opfers hervorgeht.
Am Abend folgt der Inspektor einer förmlichen Einladung von Grace, die neben einem Dinner auch die Vorführung ihres Lieblingsfilmes umfasst. Auf Columbos Drängen hin ist Ned ebenfalls anwesend. In einer privaten Unterredung mit ihm rekonstruiert der Inspektor die Ereignisse: Der Film hat eine Laufzeit von einer Stunde und 45 Minuten. Aus Raymonds Aussage leitet sich hingegen eine Dauer von etwa zwei Stunden ab. Die fehlenden 15 Minuten lassen sich nur durch einen Filmriss erklären, den Grace nicht bemerkt haben konnte, weil sie zur selben Zeit ihren mörderischen Plan umsetzte. Zum Beweis dieser Theorie hat Columbo die laufende Filmrolle zuvor manipuliert. Als der Film kurz nach dem Beginn der Vorführung erneut reißt, benötigt die Verdächtige wie erwartet nur wenige Minuten für die Ausbesserung. Der Inspektor steckt jedoch in einem Dilemma: Laut den mit dem Decknamen ihrer Paraderolle Rosie versehenen Aufzeichnungen von Henry leidet Grace unter einem inoperablen Gehirnaneurysma, das die Funktion ihres Kurzzeitgedächtnisses stark beeinträchtigt und gemäß ärztlicher Prognose in wenigen Monaten tödlich enden wird. Womöglich erinnere sie sich auch nicht mehr an die Tat. Ihr Mann hätte unter diesen Voraussetzungen einem körperlich anstrengenden Comeback unter keinen Umständen zugestimmt. Um Grace zu schützen, behauptet Ned, er habe Henry umgebracht. Auf dem Weg zur Haustür bezweifelt Columbo, das falsche Geständnis auf Dauer aufrechterhalten zu können. Mit einer versteckten Bitte antwortet Ned, dies möge einige Zeit dauern. In melancholischer Stimmung widerspricht der Inspektor nicht. Versunken schwelgt Grace beim Betrachten der jüngeren Version ihrer selbst weiter in den ihr noch gebliebenen Erinnerungen.

## Hintergrund
In der Episode werden Ausschnitte aus dem im Jahr 1953 erschienenen Musicalfilm Walking My Baby Back Home mit Janet Leigh in der Hauptrolle gezeigt. Ihr dortiger Rollenname Chris (Hall) wurde durch Rosie ersetzt. Im Gegensatz zu den Angaben von Columbo bei der Auflösung des Falles beträgt die Länge des Filmes jedoch nur 95 statt 105 Minuten.
Mit Janet Leigh und John Payne wurden zwei Schauspieler verpflichtet, die beide in den 1940er- und 1950er-Jahren in einigen Musicalfilmen mitgewirkt hatten (wenngleich nie gemeinsam). Für Payne wurde es seine letzte Rolle in Film und Fernsehen.

## Besetzung und Synchronisation
Die deutschsprachige Synchronfassung entstand im Jahr 1992 bei der Alster Studios Synchron unter der Dialogregie von Peter Kirchberger. Eberhard Storeck schrieb das Dialogbuch.
| Figur                | Darsteller       | Deutscher Sprecher   |
| -------------------- | ---------------- | -------------------- |
| Lieutenant Columbo   | Peter Falk       | Claus Biederstaedt   |
| Gaststars            |                  |                      |
| Grace Wheeler Willis | Janet Leigh      | Ursula Vogel         |
| Butler Raymond       | Maurice Evans    | Franz-Josef Steffens |
| Dr. Henry Willis     | Sam Jaffe        | Jochen Sehrndt       |
| Ned Diamond          | John Payne       | Henry Kielmann       |
| Weitere Darsteller   |                  |                      |
| Alma                 | Linda Gaye Scott |                      |
| Dr. Westrum          | Robert F. Simon  | Hans Paetsch         |
| Sergeant Leftkowitz  | Francine York    | Isabella Grothe      |
| Dr. Lansberg         | Ross Elliott     | Hans Sievers         |
| Detective Harris     | Jerome Guardino  | Klaus Nietz          |
| Buchverkäufer        | Danny Wells      |                      |
| Gerichtsmediziner    | Harvey Gold      |                      |

## Rezeption
Die Fernsehzeitschrift TV Spielfilm vergab eine positive Wertung (Daumen hoch): „Etwas gedehnt, dennoch überraschend. […] Der eigentlich 70-minütige Fall wurde auf Produzentendruck auf 90 Minuten gestreckt, das erklärt kleine Längen.“
Der Autor Michael Striss wertete mit drei von vier Sternen (sehr empfehlenswert). Er rechtfertigte die längere Spieldauer des Filmes: „Was von Kritikern bemängelt wird, dürfte gerade den Reiz dieser Episode ausmachen: Sie ist keineswegs zu lang geraten, denn eine selten große Ansammlung von Kultmotiven sorgt für Humor und ständige Abwechslung. Zudem besticht die Person der Mörderin, die singulär ist: eine todkranke Frau, die vom Gericht zweifellos für unzurechnungsfähig erklärt würde. Doch dazu kommt es nicht, weil Columbo ein Herz hat. Die Episode scheint vor allem eine Ode an Janet Leigh zu sein. […] Unterstützt wird Janet Leigh in diesem Musical-Reigen von zahlreichen Altstars. […] Ein Wiedersehen gibt es ebenso mit John Payne […]. Als Filmstar Ned Diamond nimmt er in einer Szene die Hybris seines eigenen Berufsstandes herrlich auf den Arm: Als der ihm noch unbekannte Columbo mit Notizblock und Stift vor ihm steht, missdeutet er dessen Anliegen. Er reißt ihm beides aus der Hand und verewigt sich auf dem Block ungefragt mit seinem Autogramm.“
Der Autor Uwe Killing fand ebenfalls lobende Worte: „Tödliches Comeback aus dem Jahr 1975 gehört zu den herausragenden Columbo-Filmen, die auch auf Peter Falks persönlicher Bestenliste ganz oben stand, als ihn einmal ein Fernsehsender um ein Votum gebeten hatte. Durch den Auftritt von Janet Leigh als Filmdiva verwischen die Grenzen zwischen Realität und Fiktion.“
Der Autor Mark Dawidziak sah viele positive Aspekte, monierte jedoch erneut die Ausdehnung der Handlung: „In Tödliches Comeback erhebt Columbo zum einzigen Mal (formalrechtlich) keine Anklage gegen den Mörder. Und wir sind sehr froh, dass er es nicht tut. Das Ende ist das berührendste seit Wein ist dicker als Blut. Das Drehbuch von Bill Driskill streut geschickt Hinweise auf Grace Wheelers Zustand ein (sie vergisst immer wieder Termine und Columbos Namen), die Auflösung ist dennoch überraschend. Als Columbo Ned das große Geheimnis verrät, fragen wir uns, warum wir nicht die ganze Zeit selbst etwas geahnt haben. […] Wie Anne Baxter in Klatsch kann tödlich sein spielt Leigh eine verblassende Leinwandkönigin, die ihren Ehemann ermordet hat. Aber die von ihr verkörperte Grace Wheeler besitzt eine Verletzlichkeit, die für die Serie erfrischend anders ist. Für zusätzlichen Spaß sorgt Maurice Evans, der als Graces hingebungsvoller englischer Butler besetzt wurde. John Payne stiehlt beinahe allen die Show […]. Er spielt Ned mit einer glaubwürdigen Portion Zuneigung und Vornehmheit. Und der Humor ist gut ausbalanciert (die Abteilung für interne Angelegenheiten stellt fest, dass der waffenscheue Columbo seit zehn Jahren nicht mehr auf dem Schießstand war). Zudem wird den Zuschauern der Anblick von Columbo im Smoking geboten. Gleichwohl stellt Tödliches Comeback eine gewisse Enttäuschung dar. Die Beanstandung ist nicht neu. Der sensible Handlungsstrang wird von der übermäßig langen Laufzeit beeinträchtigt (ironisch, wenn man bedenkt, dass ein zu langer Film eines der wichtigsten Indizien in der Story ist). […] Die Aufblähung ist umso frustrierender, weil Tödliches Comeback eine der allerbesten Columbo-Folgen hätte werden können. Sie reiht sich neben Etüde in Schwarz in die Spitze einer Aufzählung zweistündiger Sendungen ein, die sehr gut sind, aber großartig hätten sein sollen.“